# Mohamed Rahmat
Tan Sri Mohamed „Tok Mat“ Rahmat (* 4. Januar 1938; † 1. Januar 2010 in Bukit Damansara, Malaysia) war ein malaysischer Politiker und Diplomat.

## Biografie
Rahmat, der landesweit „Tok Mat“ genannt wurde, wurde 1978 von Premierminister Hussein Onn als Informationsminister in dessen Kabinett berufen und behielt dieses Amt nach 1981 auch unter dessen Nachfolger  Mahathir bin Mohamad bis 1982. Im Anschluss wurde er im Rahmen einer Kabinettsumbildung Botschafter in Indonesien im Range eines Ministers und verblieb auf diesem Posten bis 1984.
1987 berief ihn Premierminister  Mahatir bin Mohamad erneut zum Informationsminister. Er gehörte dem Kabinett bis 1999 an und hatte in dieser Funktion großen Einfluss auf das staatliche Rundfunk- und Fernsehwesen des Landes. Rahmat war nicht nur Initiator des Setia Bersama Rakyat (Semarak)-Programms, das eine Stärkung des Nationalbewusstseins förderte, sondern auch bekannt dafür, dass er von malaysischen Rockmusikern wie Awie von der Gruppe „Wings“ oder Amy von der Gruppe „Search“ einen Haarschnitt verlangte, wenn diese in Sendungen des staatlichen Rundfunk- und Fernsehsenders Radio Televisyen Malaysia (RTM) auftreten wollten.
Zwischen 1988 und 1996 war er außerdem Generalsekretär der United Malays National Organisation (UMNO), der größten Partei des Landes, sowie zugleich von 1988 bis 1999 Generalsekretär der Mehrparteienkoalition Barisan Nasional (BN) und damit einer der einflussreichsten politischen Persönlichkeiten jener Jahre.
Rahmat, der wegen eines Nierenleidens mehr als zehn Jahre Dialysepatient war, starb nach Angaben seines Sohnes und Parlamentsabgeordneten des Wahlkreises Pulai, Datuk Nur Jazlan, drei Tage vor seinem 72. Geburtstag im Schlaf.